# Felten-Kleinwühlmaus
Die Felten-Kleinwühlmaus (Microtus felteni) ist ein wenig erforschtes Nagetier aus der Gattung der Feldmäuse (Microtus).

## Merkmale
Die Kopf-Rumpf-Länge beträgt 83 bis 105 mm, die Schwanzlänge 23 bis 39 mm und das Gewicht 16 bis 28 g. Die Felten-Kleinwühlmaus ist eine kleine Art mit kurzen Ohren und kleinen Augen. Der kurze Schwanz beträgt 25 bis 33 Prozent der Kopf-Rumpf-Länge. Die Weibchen besitzen zwei Paar Leistenzitzen. Das lange, weiche Fell ist dunkelbraun an der Oberseite und grau oder silbrig am Bauch.

## Verbreitung und Lebensraum
Die Felten-Kleinwühlmaus kommt in der Balkanregion im südlichen Serbien, im Kosovo, im westlichen Mazedonien, in Albanien und im nordwestlichen Griechenland vor. Sie bewohnt offene Lebensräume, darunter Ackerland, Felder, Weiden, Waldränder und Lichtungen in Höhenlagen von 40 bis 2050 m.

## Lebensweise
Die Felten-Kleinwühlmaus hat eine überwiegend nachtaktive Lebensweise. Sie hält keine Winterruhe. Geschlechtsreife Weibchen wurden von Juni bis Oktober gesammelt. Drei trächtige Weibchen hatten je zwei Embryonen. Über ihr Nahrungsverhalten ist nichts bekannt.

## Systematik
Die Felten-Kleinwühlmaus wurde 1963 von Franz Malec und Gerhard Storch als Unterart Pitymys savii felteni der Italien-Kleinwühlmaus (Microtus savii, Syn.: Pitymys savii) beschrieben. 1976 erhielt sie von Boris Petrov, Slobodan Zivkovic und Desanka Rimsa Artstatus. 1982 wurde sie von Jochen Niethammer in die Gattung Microtus gestellt.  Das Artepitheton ehrt den deutschen Zoologen Heinz Felten, den Mentor von Malec und Storch.

## Status
Die Felten-Kleinwühlmaus ist auf ein fragmentiertes Gebiet von 40.000 m² beschränkt. Sie ist selten, und es gibt einige Hinweise auf einen Bestandsrückgang in den südlichen Bereichen ihres Verbreitungsgebiets. In Griechenland ist der Bestand rückläufig. Geschätzt wird ein Rückgang um 20 bis 25 Prozent in den letzten zehn Jahren. In Albanien ist die Felten-Kleinwühlmaus 30 Mal weniger häufig als die sympatrisch vorkommende Balkan-Kleinwühlmaus (Microtus thomasi). Über den Status der Populationen in den nördlichen Teilen der Region ist jedoch nichts bekannt. Die IUCN stuft die Art gegenwärtig in die Kategorie „unzureichende Datenlage“ (data deficient) ein, da mehr weitere Informationen über die Population, die Lebensraumansprüche und die Lebensweise benötigt werden, um den Status adäquat bestimmen zu können.